# Регіон Тюґоку
Регіон Чуґоку (яп. 中国地方 чуґоку / чуґоку чіхо, «район серединних земль») — регіон Японії розташований на заході острова Хоншю. Його назва походить від серединного становища між давньою столицею Кіото та японським «вікном до Азії» — островом Кюшю. Центр регіону — префектура Хірошіма. Крім Хірошіми до регіону входять префектури Окаяма, Шімане, Тотторі та Ямаґучі. Площа регіону складає 31 917,37 км.

## Географія
Для Чуґоку характерна переважно гориста місцевість із пагорбами та низовинними рівнинами на північ і південь від гірського хребта Чуґоку (висота до 1713 м), який ділить регіон на дві частини із заходу на схід. Південна частина регіону називається Саньйо (яп. 山陽地方, Саньйо-чіхо, «сонячна сторона гори»), до неї входять префектури Окаяма, Хірошіма і Ямаґучі, а північна — Саньїн (яп. 山陰地方, Саньїн-чіхо, «тіньова сторона гори»), куди входять префектури Тотторі та Шімане. Назви частин пов'язані з концепцією інь і ян, де інь зазвичай використовується позначення північної боку гори, а ян — південної. Клімат регіону субтропічний, мусонний.

## Економіка
Чуґоку — індустріально-аграрний регіон, при цьому значна частина обробної промисловості розташовується в основному в південній частині регіону — Саньйо, а аграрна — Саньїн. На території Чуґоку видобувають кам'яне вугілля, мідь, пірити, молібден (90% всього видобутку країни), уранову руду, олово, вольфрам та інших.
У регіоні розвинені хімічна (понад 10% від загального японського виробництва), металургійна, нафтопереробна, нафтохімічна, деревообробна, машинобудівна (головним чином судно- та авіабудування, транспортне обладнання) та текстильна промисловість. Промислові підприємства розміщуються головним чином смузі вздовж берега Внутрішнього Японського моря.
Сільське господарство включає вирощування рису, ячменю, пшениці, сої, солодкої картоплі, а також садівництво (цитрусові, персики, груша), шовківництво, виноградарство, тютюноводство; м'ясо-молочне тваринництво. На узбережжі займаються рибальством та соляними промислами.
Найбільші міста — Хіросіма (центр автомобілебудування), Окаяма (центр з виробництва синтетичного каучуку, текстилю), Шімоносекі (великий порт та промисловий центр), Куре та Курашіки (центр металургії та нафтохімії).

## Префектури
- Хірошіма
- Окаяма
- Шімане
- Тотторі
- Ямаґучі

| Прапор Японії | Це незавершена стаття про Японію. Ви можете допомогти проєкту, виправивши або дописавши її. |